# Eidskog
Eidskog és un municipi situat al comtat d'Innlandet, Noruega. Té 6.142 habitants (2016) i la seva superfície és de 641 km². El centre administratiu del municipi és el poble de Skotterud.
És part de la regió tradicional de Glåmdal i es va separar del municipi de Vinger el 1864. Limita al nord amb el municipi de Kongsvinger i a l'oest amb els municipis d'Aurskog-Høland, Nes i Sør-Odal. També limita amb Suècia, tant al sud com a l'est. És el municipi més meridional del comtat de Hedmark.

## Informació general

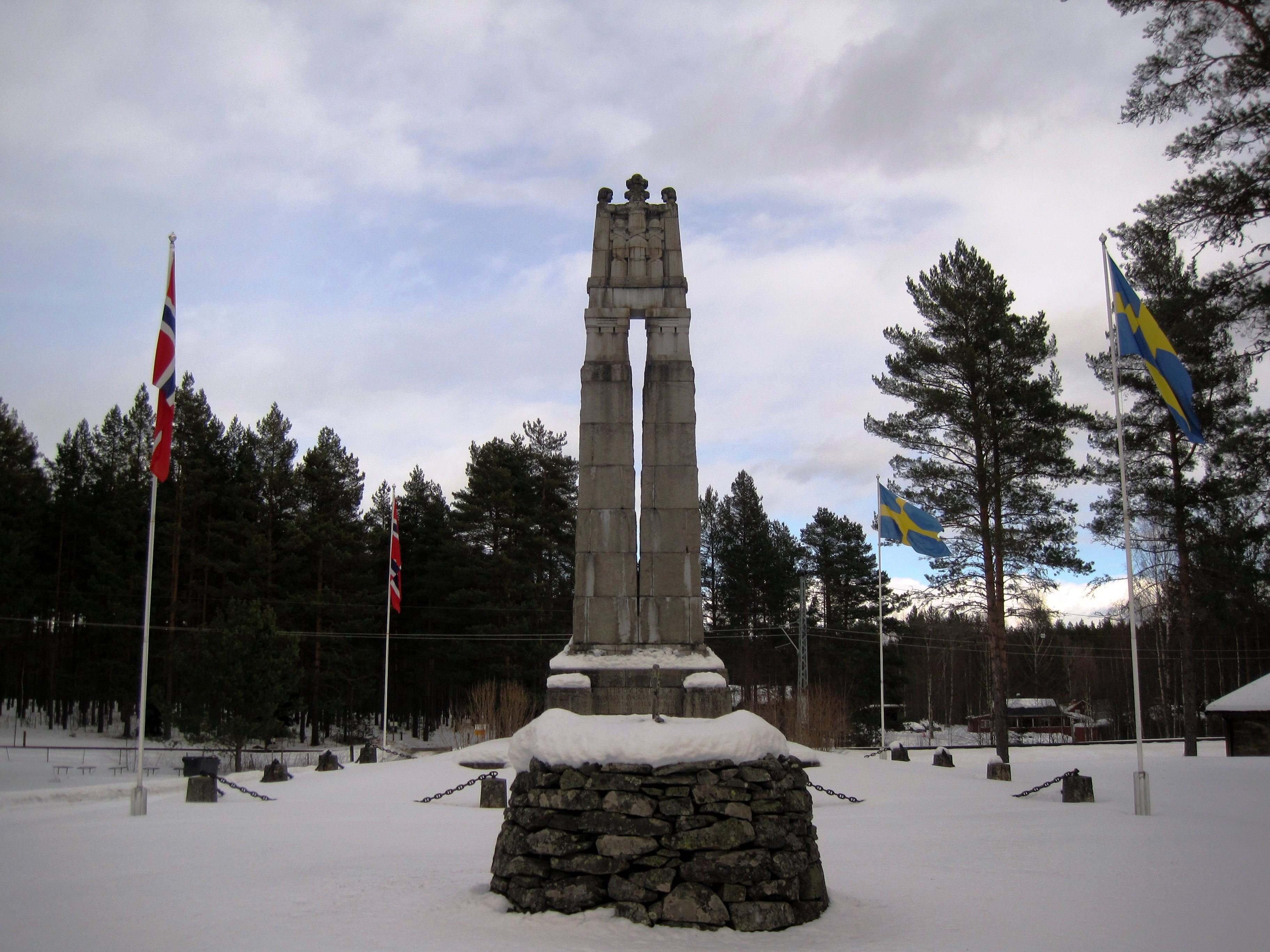
Monument al centre d'Eidskog.

### Nom
La forma en nòrdic antic del nom era Eiðaskógr. El primer element és el cas genitiu plural d'Eid, que significa "camí entre dos llacs". L'últim element és skógr que significa "bosc". Tanmateix la traducció en català seria "el bosc del camí entre els dos llacs".

### Escut d'armes
L'escut d'armes és modern. Se'ls va concedir el 12 de setembre de 1986. L'escut mostra un fons blanc amb un gall de cua forcada, un animal comú en molts boscos del municipi. La silvicultura és també una de les principals fonts d'ingressos de la zona.